# (6016) Carnelli
(6016) Carnelli es un asteroide perteneciente al cinturón de asteroides, región del sistema solar que se encuentra entre las órbitas de Marte y Júpiter, descubierto el 7 de agosto de 1991 por Henry E. Holt desde el Observatorio del Monte Palomar, Estados Unidos.

## Designación y nombre
Designado provisionalmente como 1991 PA11. Debe su nombre a Ian Carnelli, un colaborador de la ESA.

## Características orbitales
Carnelli está situado a una distancia media del Sol de 2,333 ua, pudiendo alejarse hasta 2,833 ua y acercarse hasta 1,832 ua. Su excentricidad es 0,214 y la inclinación orbital 5,898 grados. Emplea 1301,82 días en completar una órbita alrededor del Sol.

## Características físicas
La magnitud absoluta de Carnelli es 13,3. Tiene 3,526 km de diámetro y su albedo se estima en 0,818. 